# عقد 350
عقد 350 هو عقد امتد بين 1 يناير 350 و31 ديسمبر 359 بحسب التقويم الميلادي. سبقه عقد 340 ولحقه عقد 360.

## مواليد
- جراتيان (359)
- أوغسطينوس (354)

## وفيات
- دوناتوس (355)
- فيلغريوس (351)
- أنطونيوس الكبير (357)
- يوليوس الأول (352)
- قنسطنس (350)
- ماغننتيوس (353)
- قنسطانطيوس غالوس (354)

## كتب
- Yves Denis Papin (1998). Chronologie de l'histoire ancienne. Lieu de publication non identifié: Éditions Jean-paul Gisserot. ISBN:2-87747-346-5. OCLC:40746926. مؤرشف من الأصل في 2022-03-16.
- موسوعة حضارة العالم (2002) لأحمد محمد عوف.

## روابط خارجية
- تصفح سنة بسنة عقد 350 على موقع onthisday.com
- تصفح سنة بسنة عقد 350 ابتداءً من سنة عقد 350 على موقع المكتبة الوطنية الفرنسية